# Королевский скандал (фильм, 1945)
«Королевский скандал» (англ. A Royal Scandal) — кинофильм режиссёра Отто Премингера, вышедший на экраны в 1945 году. Сюжет основан на пьесе Лайоша Биро и Мельхиора Лендьела «Царица» (нем. Die Zarin), адаптированной Бруно Франком.
Ленту должен был снимать Эрнст Любич, который провёл всю предварительную работу, включая репетиции с актёрами, однако из-за болезни был вынужден уступить режиссёрское кресло Премингеру. Поэтому картина обычно включается и в фильмографию Любича.

## Сюжет
Российская императрица Екатерина II даёт отставку начальнику дворцовой стражи и по совместительству своему любовнику Варятинскому, что порождает заговор генерала Ронского, намеренного продвинуть на этот пост своего человека и затем сместить царицу с трона. Хитрый канцлер Николай Ильич следит за действиями заговорщиков, одновременно прорабатывая план союза между Россией и Францией. Однажды во дворце появляется молодой лейтенант Алексей Чернов, который прорывается на аудиенцию к Екатерине, чтобы предупредить о грозящих ей опасностях. Императрица, не подозревающая об отношениях Алексея с фрейлиной Анной, очарована пылом и напористостью молодого офицера и вскоре делает его начальником стражи, а заодно и своим любовником...

## В ролях
- Таллула Бэнкхед — Екатерина Великая
- Чарльз Коберн — канцлер Николай Ильич
- Энн Бакстер — княгиня Анна Ящикова
- Уильям Эйт — лейтенант Алексей Чернов
- Винсент Прайс — маркиз де Флёри, французский посол
- Миша Ауэр — капитан Суков
- Зиг Руман — генерал Ронский
- Владимир Соколов — Малахов
- Михаил Разумный — пьяный генерал
- Дон Дуглас — Варятинский
- Грейди Саттон — Борис Никитин
- Михаил Визаров — генерал